# Världen är full av gifta män
Världen är full av gifta män (originaltitel: The World is Full of Married Men) är en bok av Jackie Collins utgiven 1968.
Boken väckte skandal och förbjöds i Australien och Sydafrika, men blev också en bästsäljare.
I Sverige gick boken inte att låna på bibliotek eftersom Bibliotekstjänst (BTJ) och Stockholms stadsbibliotek ansåg att boken innehöll stereotypa människoskildringar och själlös pornografi.